# Alte Propstei (Schönenwerd)

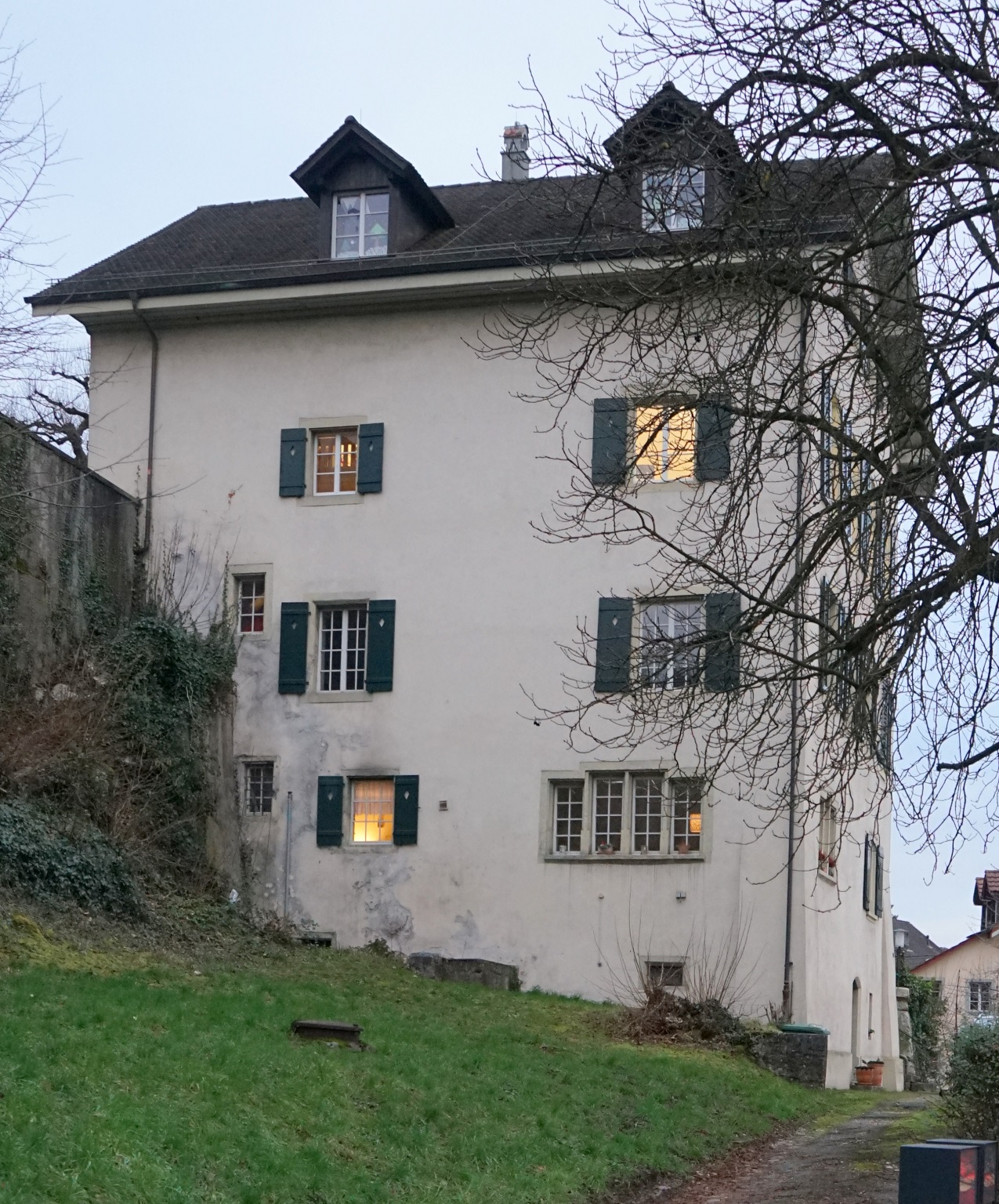
Ansicht (2023)

Die Alte Propstei ist ein Wohnhaus in Schönenwerd im Schweizer Kanton Solothurn. Das Chorherrenhaus wurde 1574 errichtet und steht als Kulturgut von regionaler Bedeutung unter Denkmalschutz.

## Lage
Das Gebäude steht etwas oberhalb der der Aarauerstrasse und führt dort die Hausnummer «10». Östlich und westlich befinden sich zwei Brunnen. Hinter dem Haus erhebt sich der Hügelsporn des «Bühl» mit der Stiftskirche und dem Joachimhaus.

## Geschichte
Das Joachimhaus auf der Felsterrasse ist ebenfalls ein Chorherrenhaus und diente bis 1574 als Propstei. Es wurde 1328 erstmals urkundlich erwähnt und gilt als das älteste Wohnhaus Schönenwerds.
Der Putzbau ist im Schweizerischen Inventar der Kulturgüter von regionaler Bedeutung (Kategorie B) eingetragen.

## Belege
1. ↑  Geographica helvetica. Bände 6–7. Kümmerly & Frey, 1951. S. 86.
2. ↑  Viktor Jungo: Stiftskirche Schönenwerd/Christkatholische Kirche St. Leodegar. (abgerufen am 7. Februar 2023)
3. ↑  Kantonsliste A- und B-Objekte Kanton SO. Schweizerisches Kulturgüterschutzinventar mit Objekten von nationaler (A-Objekte) und regionaler (B-Objekte) Bedeutung. In: Bundesamt für Bevölkerungsschutz BABS – Fachbereich Kulturgüterschutz, 1. Januar 2024, S. 9,  abgerufen am 7. Februar 2023. (PDF; 303 kB, 9, Revision KGS-Inventar 2021 (Stand: 1. Januar 2023)).
4. ↑  KGS-Nr.: 11228

Koordinaten: 47° 22′ 19,4″ N, 8° 0′ 12,5″ O; CH1903: 642661 / 246955